# Apríate
Apríate (en grec antic Άπριάτη, "la donzella sense rescat"), va ser, segons la mitologia grega, una heroïna de Lesbos que va ser estimada per Tràmbel, fill de Telamó.
Ella no va correspondre als requeriments de Tràmbel, i aquest va decidir raptar-la, quan la noia passejava per la platja amb les seves serventes, en un terreny propietat del seu pare. La jove s'hi va resistir, i Tràmbel la va llençar al mar. Una tradició diferent diu que la noia es va llançar a l'aigua per pròpia voluntat. Però sigui com sigui, va morir ofegada. Poc després Tràmbel va ser castigat pels déus i va morir a mans d'Aquil·les.